# Seu de la Colla Jove Xiquets de Tarragona
La Seu de la Colla Jove Xiquets de Tarragona és una obra historicista de Tarragona protegida com a Bé Cultural d'Interès Local.

## Descripció
En un solar quadrat Francesc Barba projectà un edifici amb tres alçats (un dona al carrer Cos del Bou i els altres al carrer Enrajolat,de la Nau i una mitgera). Format per baixos i entreplanta. L'edifici està construït mitjançant carreus escairats amb lleus encoixinats.
L'ordre de la façana és d'una porta amb arc escarser central, flanquejada a banda i banda per una porta més petita (actualment tapiades) coronada per una finestra. Les façanes laterals són simètriques, i quasi idèntiques a la principal, però en lloc d'una porta central se'n troben dues. Avui en dia s'ha perdut el coronament originari de l'edifici que simbolitzava el peix, així com les portes de ferro, les decoracions escultòriques (escuts) i els fanals d'època. Malgrat les remodelacions (bombers, colla Jove dels Xiquets de Tarragona) en general l'edifici presenta un bon estat de conservació, a l'interior les columnes de ferro colat formen un quadrat pensat per col·locar les taules de venda.
Tot l'interès de la construcció rau en el caràcter singular i extraordinari de l'obra, en la disposició acadèmica dels buits i en la perfecta integració amb el paisatge de la part alta. Des d'un bon començament es tractà d'un local singular.
L'ordenació i distribució dels baixos han estat transformats i s'ha prescindit dels elements mobles interiors.